# Antalezy
Antalezy, Ataleź (biał. Аталезь, Ataleź; ros. Аталезь, Ataleź) – agromiasteczko na Białorusi, w obwodzie mińskim, w rejonie stołpeckim, w sielsowiecie Szaszki.

## Historia
W XIX i w początkach XX w. położone było w Rosji, w guberni mińskiej, w powiecie mińskim, w gminie Zasule.
W dwudziestoleciu międzywojennym wieś i kolonia leżące w Polsce, w województwie nowogródzkim, w powiecie stołpeckim, do 1 kwietnia 1927 w gminie Zasule, następnie w gminie Stołpce. W 1921 wieś liczyła 872 mieszkańców, zamieszkałych w 157 budynkach, w tym 856 Polaków i 16 Białorusinów. 870 mieszkańców było wyznania prawosławnego i 2 rzymskokatolickiego. Kolonia liczyła zaś 58 mieszkańców, zamieszkałych w 10 budynkach, wyłącznie Polaków wyznania prawosławnego.
Po II wojnie światowej w granicach Związku Sowieckiego. Od 1991 w niepodległej Białorusi.